# Johannes Hieronimus
Johannes Hieronimus (* 21. Oktober 1905 in Immerath; † 29. Dezember 1977 in Beaumarais) war ein deutscher Amtsbürgermeister und Landrat.

## Leben
Nach Ende seines Schulbesuchs absolvierte er zunächst eine Verwaltungslehre, dann legte er im Jahr 1930 seine Reifeprüfung ab und begann in Sao Paulo und Rom ein Studium der Philosophie und Theologie, das er 1934 beendete. Von 1937 bis 1939 war er Justizangestellter beim Oberlandesgericht Düsseldorf und im Anschluss war er bis 1945 Kassenleiter beim Landratsamt Bitburg. Ab 1945 war er Amtsbürgermeister in Dudeldorf, bevor er am 20. Mai 1948 zum Landrat des Landkreises Wittlich ernannt wurde. Seine Amtszeit wurde u. a. von der Beseitigung der Kriegsbedingten Schäden im Landkreis Wittlich geprägt. In seiner 21-jährigen Dienstzeit, die am 7. Juni 1969 mit einer kommunalen Gebietsreform endete, zeichnete sich Hieronimus als ruhiger, zielstrebiger und mit einigem Verhandlungsgeschick ausgestatteter Verwaltungschef aus, der auch das Gespräch mit den Bürgerinnen und Bürgern suchte.

## Publikation
- Leibesübungen 1926–1931 im Bund der Deutschen Reichsbahn-Turn- und Sportvereine, Berlin-Tegel: Knüppel, 1931. OCLC 918329957